# Qviding FIF
Maillots
Le Qviding FIF est un club suédois de football basé à Göteborg.
Le club a passé 4 saisons en deuxième division, la première en 2006.

## Historique
- 1987 : fondation du club sous le nom de Qviding FIF par fusion du BK Qviding et du Fräntorps IF